# Hairglow
Hairglow is een album uit 2009 van de Belgische muzikant Alex Callier.
Het album werd opgenomen in de Midas Studios in Lokeren, geproduceerd en gemixt in Pink Flamingo en gemasterd door Uwe Teichert in Elektropolis. Het album werd verdeeld door Rought Trade Distribution.

## Tracklist
| Nr. | Titel                                                                               | Schrijver(s)                 | Duur |
| --- | ----------------------------------------------------------------------------------- | ---------------------------- | ---- |
| 1.  | Twelve                                                                              | Alex Callier                 | 3:14 |
| 2.  | We Should've Known Better (Backing vocals Tessa De Block)                           | Alex Callier                 | 4:01 |
| 3.  | You're The One (Performer Ad Libs Cedric Murrath)                                   | Alex Callier                 | 2:54 |
| 4.  | Is It Love (Backing vocals Tessa De Block Additional drum editing Stef Van Alsenoy) | Alex Callier                 | 3:35 |
| 5.  | Let It Go (Backing vocals Tessa De Block)                                           | Alex Callier                 | 3:16 |
| 6.  | The Way Up (Backing vocals Tessa De Block)                                          | Alex Callier                 | 3:01 |
| 7.  | A12 (Lead vocals Tessa De Block)                                                    | Alex Callier, Tessa De Block | 4:10 |
| 8.  | Amnesia                                                                             | Alex Callier                 | 3:13 |
| 9.  | I Do Love You (Backing vocals Tessa De Block)                                       | Alex Callier                 | 2:50 |
| 10. | One Night Stand                                                                     | Alex Callier                 | 3:54 |